# I liga polska w piłce nożnej (1959)
I liga w piłce nożnej 1959 – 25. edycja najwyższych w hierarchii rozgrywek ligowych polskiej klubowej piłki nożnej.
Tytułu bronił ŁKS Łódź. Mistrzostwo zdobył Górnik Zabrze.
Absolutnym beniaminkiem ligi była Pogoń Szczecin.
| Poziomy rozgrywkowe w sezonie 1959 | Poziomy rozgrywkowe w sezonie 1959 | Poziomy rozgrywkowe w sezonie 1959 |
| Rozgrywki                          | P                                  | Nazwa                              |
| ---------------------------------- | ---------------------------------- | ---------------------------------- |
| Centralne                          | I                                  | I Liga                             |
| Centralne                          | II                                 | II Liga (2 grupy)                  |
| Okręgowe (18 okręgów)              | III                                | Liga Okręgowa                      |
| Okręgowe (18 okręgów)              | IV                                 | A klasa                            |
| Okręgowe (18 okręgów)              | V                                  | B klasa                            |

## Tabela
| Msc. | Nazwa klubu        | M  | Zw.-Rem.-Por. | Pkt. | Bramki |
| 1    | Górnik Zabrze      | 22 | 16-4-2        | 36   | 55:23  |
| 2    | Polonia Bytom      | 22 | 12-6-4        | 30   | 52:27  |
| 3    | Gwardia Warszawa   | 22 | 10-5-7        | 25   | 36:26  |
| 4    | Legia Warszawa     | 22 | 8-9-5         | 25   | 31:29  |
| 5    | Ruch Chorzów       | 22 | 8-8-6         | 24   | 32:30  |
| 6    | Lechia Gdańsk      | 22 | 8-5-9         | 21   | 19:24  |
| 7    | Wisła Kraków       | 22 | 8-4-10        | 20   | 35:34  |
| 8    | ŁKS Łódź           | 22 | 6-8-8         | 20   | 35:35  |
| 9    | Polonia Bydgoszcz  | 22 | 6-8-8         | 20   | 33:42  |
| 10   | Pogoń Szczecin (b) | 22 | 6-6-10        | 18   | 28:40  |
| 11   | Cracovia           | 22 | 6-5-11        | 17   | 29:42  |
| 12   | Górnik Radlin (b)  | 22 | 2-4-16        | 8    | 15:48  |

Legenda:
|     | Mistrz Polski     |
|     | Spadek do II ligi |
| (b) | Beniaminek        |

## Najlepsi Strzelcy
| Gole | Strzelcy         | Drużyny           |
| ---- | ---------------- | ----------------- |
| 21   | Jan Liberda      | Polonia Bytom     |
| 21   | Ernest Pohl      | Górnik Zabrze     |
| 16   | Marian Norkowski | Polonia Bydgoszcz |

Wg 

## Klasyfikacja medalowa mistrzostw Polski po sezonie
Tabela obejmuje wyłącznie zespoły mistrzowskie.
|     | Klub             |   |   |   |
| --- | ---------------- | - | - | - |
| 1.  | Ruch Chorzów     | 8 | 2 | 4 |
| 2.  | Cracovia         | 5 | 2 | 2 |
| 3.  | Wisła Kraków     | 4 | 7 | 6 |
| 4.  | Pogoń Lwów       | 4 | 3 | 0 |
| 5.  | Warta Poznań     | 2 | 5 | 7 |
| 6.  | Legia Warszawa   | 2 | 0 | 3 |
| 7.  | Górnik Zabrze    | 2 | 0 | 1 |
| 8.  | Polonia Bytom    | 1 | 3 | 0 |
| 9.  | Polonia Warszawa | 1 | 2 | 2 |
| 10. | ŁKS Łódź         | 1 | 1 | 2 |
| 11. | Garbarnia Kraków | 1 | 1 | 0 |